# Семь видов печенья

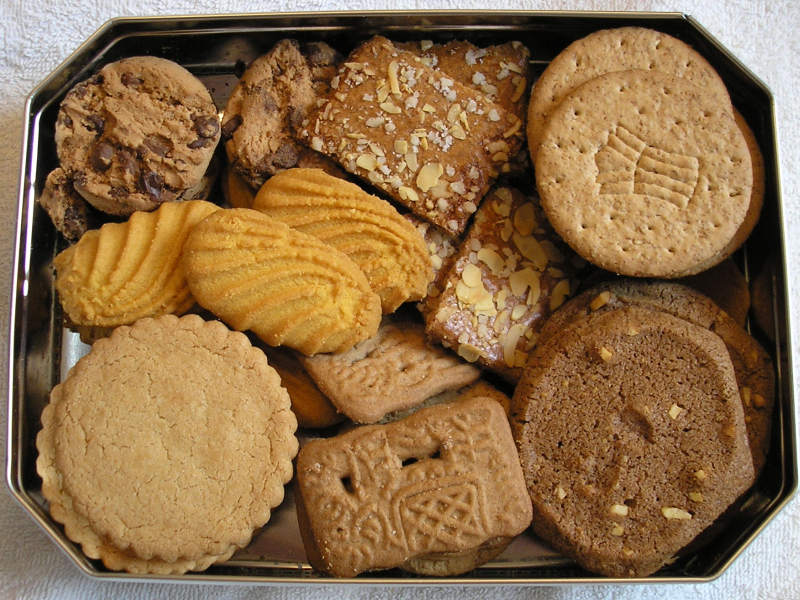
Семь видов шведского печенья

Семь видов печенья (швед. sju sorters kakor) — шведская и датская гастрономическая традиция, обязывающая предложить к кофе строго семь видов этого кондитерского изделия.
Концепция семи видов печенья берёт начало в конце XIX века, когда в Швеции отменили запрет пить кофе, что привело к расцвету кофейной культуры в стране. На кофейные вечеринки (kafferep) шведы стали приносить домашнюю выпечку, обнаружился спрос на домашние духовые шкафы. Поначалу выпечка была самой простой, затем кофепитие приобрело соревновательный компонент, у кого выпечка вкуснее. Кофейный стол с менее чем семью видами печенья обрекал хозяев дома прослыть скупыми, но с более чем семью — нескромными. Торты и булочки в расчёт не принимались.
Обычай семи видов печенья сложился также в датской Южной Ютландии, но помимо семи видов печенья на традиционном кофейном столе Sønderjysk kaffebord обязательно присутствуют семь видов нежной выпечки, в том числе местный слоёный ржаной торт, мягкие булочки и крендели. Строгие правила предписывают попробовать весь ассортимент выпечки, чтобы не обидеть никого из участников кофейных посиделок. Такие пышные кофейные столы датчане часто устраивают по случаю крестин, свадеб и юбилеев.
«Семь видов печенья» — кулинарный бестселлер по шведской выпечке, впервые выпущенный в 1945 году по инициативе одного из супермаркетов и выдержавший уже более восьми десятков изданий. Для его публикации было собрано более чем 8000 рецептов домашней выпечки, из которых отобрали триста самых лучших и популярных.